# Glass Candy
Glass Candy — основанный в 1996 году американский электронный итало-диско дуэт.
Ранние работы группы содержат элементы ноу-вейв и глэм-рока.

## Участники группы
Действующий состав
- Ида Но (англ. Ida No) — вокал
- Джонни Джуэл (англ. Johnny Jewel) — синтезатор, гитара, аранжировка

Бывшие участники
- Авалон Калин (англ. Avalon Kalin) — ударные
- Джимми Хей (англ. Jimi Hey) — ударные
- Дасти Спарклс (англ. Dusty Sparkles) — саксофон, ударные
- Марк Берден (англ. Mark Burden) — ударные
- Джинджер Пичс (англ. Ginger Peachs) — ударные

## История

### Зарождение группы
Группа Glass Candy основана в 1996 году в г. Портленде штата Орегон США вокалисткой Идой Но (родилась в г. Ванкувере штата Вашингтон) и Джонни Джуэлом (настоящее имя Джон Паджетт, родился в г. Остине штата Техас).
Ида повстречалась с Джуэлом в 1995 году в г. Портленде в бакалее Фреда Мейера, где в то время работал Джуэл.
Вскоре они основали группу под названием Glass Candy and the Shattered Theatre.
Ранние работы Glass Candy по стилистике можно отнести к музыкальному стилю дроун-эмбиент. Звучали они весьма причудливо. В этих произведениях также прослеживается влияние тяжелого глэм-рока и новой волны, что особенно заметно в трех первых синглах группы «Brittle Women» (1999), «Metal Gods» (2001) и кавер-версии песни Джосси Коттона «Johnny Are You Queer» (2002).
В 2001 году Glass Candy приняли участие в совместном с группой The Convocation туре и выпустили live-альбом на студии Vermin Scum.

## Дискография

### Студийные альбомы
- Love Love Love (2003, Troubleman Unlimited Records[англ.])
- B/E/A/T/B/O/X[англ.] (2007, Italians Do It Better)
- Body Work (TBC)

### Альбомы, проданные в ходе туров
- Demos 31, 37 (2001)
- Demos 5.31.2002 (2002)
- The Nite Nurses (2005)
- Music Dream (2006)

### Компиляции
- Deep Gems[англ.] (2008, Italians Do It Better)

### EPs
- Smashed Candy (2001, Vermin Scum[англ.])
- Iko (2005, Troubleman Unlimited)
- Feeling Without Touching (2010, Italians Do It Better)

### Синглы
- «Brittle Women» (1999, выпущен самостоятельно; переиздан как «Bräckliga Kvinnor» в 2003 году студией Troubleman Unlimited)
- «Metal Gods» (2001, выпущен самостоятельно)
- «Love on a Plate» (2002, Troubleman Unlimited)
- «Excite Bike» (2003, Troubleman Unlimited)
- «Life After Sundown» (2004, Troubleman Unlimited)
- «I Always Say Yes» (2007, Troubleman Unlimited)
- «Miss Broadway» (2007, Italians Do It Better)
- «Geto Boys» (2009, Italians Do It Better)
- «Warm in the Winter» (2011, Italians Do It Better)